# José Antonio Bermúdez de Castro
José Antonio Bermúdez de Castro Fernández, né le 5 septembre 1959, est un homme politique espagnol membre du Parti populaire (PP).
Il est élu député de la circonscription de Salamanque en mars 1996.

## Biographie

### Vie privée
Il est père d'un fils.

### Profession
José Antonio Bermúdez de Castro est titulaire d'une licence en droit délivrée par l'Université de Salamanque. Il est gestionnaire administratif de formation.

### Carrière politique
Il est député à l'Assemblée de Madrid de 1991 à 1996. Il est membre du comité exécutif national du Parti populaire.
Le 3 mars 1996, il est élu député pour Salamanque au Congrès des députés et réélu successivement. Il est désigné secrétaire général du groupe populaire en 2012,.